# Black Star Inc.
Black Star Inc. (Black Star Incorporated) esteo casă de discuri independentă și companie de producție. Fondatorul și proprietarul este interpretul de hip-hop și producătorul muzical Timur Iunusov (Timati).

## Istoria
În 2006, Timati a organizat un centru de producție "Black Star Inc.".
În 2007, "Black Star Inc." împreună cu companiile "ARS" și "IlyaKireev Company" a organizat festivalul R&B/Soul numit "Vерсия 0.1" (Versiunea 0.1 în română). După concurs, la casa de discuri au fost invitați doi participanți ai festivalului — B. K. (Boris Gabaraev) și Music Hayk (Ike Movsiyan).
B. K.: "Am fost cunoscut cu Timati,  înainte de concurs. În concursul "Vерсии 0.1." am câștigat grand prix,  de fapt marele premiu,a fost câștigat de un cântăreț din Germania, Mic, dar a fost și un alt  premiu de la Timati, pe care l-am primit eu  ".
Music Hayk: "M-am apropiat de Timati în club, încă înainte de "Vерсии 0.1.", am făcut cunoștință cu el și mi-a propus să vin la audițiile care le efectua Pasha. Am decis să-mi încerc forțele acolo și am fost observat. Deja după concurs am primit un telefon în care mi-au propus să intru în componența colectivului "Black Star"".
După înregistrarea melodiei Милагрэс"( Milagres în română) în colaborare cu Timati pentru postul de televiziune STS a devenit clar că B. K. și Music Hayk suna foarte bine impreuna. Așa s-a format un grup care ulterior a primit numele de "Tom' n 'Jerry". În 2008, grupul a înregistrat piesa de debut "Dragoste și pace" — coloana sonora pentru filmul "Hitler kaput!", iar în 2009 au lansat versiunea remix a melodiei "Tu ești pentru mine lumina" cu Anastasia Kochetkova și a fost inclusă pe  albumul lui Timati The Boss..
În 2009,  Valeriu Evsikov a părăsit casa de producție, înainte de aceasta, lucrând împreună cu Timati mai mult de trei ani fiind autorul unor astfel de melodii ca "Dansează", "Forever", "Cerurile plâng", "Nu înnebuni".
În 2010, casa de discuri Black Star Inc. a  semnat un contract cu interpreta Carina Cox în valoare de  1,5 milioane de dolari, ea fiind înainte de aceasta  solista trupei "Crema". În Black Star Inc. cantăreața a lansat două piese — "Zbor  departe" și "Totul s-a hotărât".
În 2012, casa de discuri a semnat contracte cu interpeții hip hop L'One, Egor Kreed și artistul Pavel Galanin.
În toamna anului 2015, Black Star Inc. a semnat cu un nou artist,  rapper de la Tomsk Aleksandr Morozov, cunoscut sub numele de Sasha Cesty. În data de 7 octombrie a aceluiași an, împreună cu Timothy  au lansat videoclipul  „cel mai bun prieten“, lansat în onoarea zilei de naștere a președintelui rus, Vladimir Putin.
În octombrie 2015, casa de discuri a lansat un casting național ” Sânge tânăr 2015”. La preselecții au putut participa 2500 de oameni. În urma castingului, câștigătorii( Scrudji,Claudia Coca și Dana Sokolova) au devenit membrii casei de discuri.
La data de10 octombrie 2016, în ajunul celei de-a zecea aniversare a fondării Black Star Inc, pe site-ul oficial al casei de discuri a apărut o imagine, care avea un logo tăiat și scria «Sfârșit». Imagini similare au fost postate pe rețelele sociale pe paginile artiștilor. Printre fani și jurnaliști se vorbea  despre o eventuală închidere sau o PR campanie asociată cu procesul de rebranding sau lansarea unui nou album. A doua zi, ediția on-line Life, citând o sursă apropiată companiei a spus că ceea ce se întâmplă este un truc de marketing înainte de a se  pregăti pentru un rebranding.

## Personalul Companiei
- Pavel Kuryanov- directorul general  Black Star inc.
- Valyter Lerusse- directorul muzical al casei de discuri Black Star inc.
- Victor Abramov- director de dezvoltare a casei de discuri.

## Artiștii actuali
- Natan (din 2013 )
- Claudia Coca (din 2015 )
- Hazuma (din 2018 )
- Slame (din 2019 )
- Boronina (din 2019 )
- Anet Sai (din 2019 )

## Producătorii
- Pavel Murașov — producătorul muzical Black Star inc.
- Egor Gleb — producătorul de sunet Black Star inc.

Foștii producători
- Valerii «Garage.Raver» Evsikov
- Aleksei «DJ Dlee» Tagantsev
- Boris «B.K.» Gabaraev
- DJ Philchansky
- Vander Fil
- DJ Kan
- Kristina Si
- Egor Kreed
- L’One
- DanyMuse
- Scrudji
- Pablo.A
- ARS-N
- Amchi
- Doni
- Ternovoy
- Dana Sokolovа
- Mot
- Misha Marvin

## Discografie
- 2006 — Black Star (Timati, album de studio)
- 2009 — The Boss (Timati, album de studio)

- 2012 — VKLYBE.TV MUSIC COLLECTION — DJ M.E.G. (DJ MEG, mixtape)
- 2012 — «Fericit…» (Music Hayk, mixtape)
- 2012 — «Inima rece» (Dzhigan, album de studio)
- 2012 — SWAGG (Timati, album de studio)
- 2013 — «Satelit» (L’One, album de studio)
- 2013 — «Liniuță» (Mot, EP)
- 2013 — «13» (Timati, album de studio)
- 2013 — «Muzica. Viața» (Djigan, album de studio)
- 2013 — «Totul va fi bine» (Black Star Inc., compilație)
- 2014 — #CARIERE (DJ Philchansky и DJ Daveed, mixtape)
- 2014 — Azbuka Morze (Mot, album de studio)
- 2014 — «Universul singuratic» (L’One, album de studio)
- 2014 — «Nici să nu te gândești» (trupa «Panama», EP)
- 2014 — «Capsulă Audio» (2014, EP)
- 2015 — «Burlac» (Egor Krid, album de studio)
- 2015 — «Automobilist» (L’One, EP)
- 2016 — «Pe dos» (Mot, album de studio)
- 2016 — «Olympus» (Timati, album de studio)
- 2016 — «92 de zile» (Mot album de studio)
- 2016 — «De Unde Sunt?» (Scrudji, EP)
- 2016 — #CARIERE 2 (DJ Philchansky и DJ Daveed, mixtape)
- 2016 — «Gravitate» (L’One, album)
- 2016 — «Lumină în întuneric» (Kristina Si, album)
- 2017 — «Ce știu?» (Egor Krid, album)
- 2017 — «Muzica de taste» (Mot, album)
- 2018 — «dric» (Scroogee, Scrudji, EP)
- 2018 — «Gîndulepad» (Dana Sokolova, album)
- 2018 — «Dansează» (Misha Marvin, Scrudji, EP)
- 2018 — «Simte-o» (Misha Marvin, Scrudji, EP)
- 2019 — «Pangea» (L’One, album)
- 2019 — «Nelansat» (Black Star Inc., compilație)
- 2019 — «Orașul meu 2.0»  (Pablo.A , Scrudji, EP)
- 2019 — «9»  (Natan, Scrudji, EP)

- 2019 — «Lumini» (Dana Sokolova, Scrudji, EP)
- 2019 — «Secretul» (Hazимa, Scrudji, EP)
- 2019 — «Indecent despre personal» (Claudia Coca, album)